# Rouillac (Charente)
Rouillac è un comune francese situato nel dipartimento della Charente, nella regione dell'Aquitania-Limosino-Poitou-Charentes.
Dal 1º gennaio 2016 ha assorbito per fusione i comuni di Plaizac e Sonneville.

## Società

### Evoluzione demografica
Abitanti censiti